# Гексаборид неодима
Гексаборид неодима — бинарное неорганическое соединение
неодима и бора
с формулой NdB6,
чёрные кристаллы,
не растворяется в воде.

## Получение
- Сплавление стехиометрических количеств чистых веществ:

{\displaystyle {\mathsf {Nd+6B\ {\xrightarrow {2600^{o}C}}\ NdB_{6}}}}
- Спекание оксида неодима и карбида бора:

{\displaystyle {\mathsf {Nd_{2}O_{3}+3B_{4}C\ {\xrightarrow {T}}\ 2NdB_{6}+3CO\uparrow }}}

## Физические свойства
Гексаборид неодима образует чёрные кристаллы
кубической сингонии,
пространственная группа P m3m,
параметры ячейки a = 0,41260 нм, Z = 1.
Не растворяется в воде.